# 신창초등학교 (충남)
신창초등학교(新昌初等學校)는 대한민국 충청남도 아산시 신창면 읍내리에 있는 초등학교이다. 1910년 9월 17일 개교하였다. 그리고 지금은 외국인이 많다

## 학교 연혁
- 1910년 9월 17일 : 신창공립보통학교 개교
- 2010년 2월 11일 : 제98회 졸업 (누계 7,223명)
- 2010년 3월 1일 : 13학급 편성, 병설유치원 1학급 편성
- 2018. 03. 01	22학급 편성(493명) 추가
- 2016. 03. 01	18학급 편성 (414명)
- 2015. 02. 12	제103회 졸업식(7,504명)

## 같이 보기
- 신창 척화비 - 충청남도 문화재자료 제236호

## 참고 자료
- 신창초등학교 - 한국교육학술정보원 학교알리미